# برانا ایلیچ
برانا ایلیچ (صربی: Brana Ilić؛ زادهٔ ۱۶ فوریهٔ ۱۹۸۵) بازیکن فوتبال اهل صربستان است.
از باشگاه‌هایی که در آن بازی کرده‌است می‌توان به باشگاه فوتبال گیانینا، باشگاه فوتبال آق‌تپه، باشگاه فوتبال وویوودینا، باشگاه فوتبال راد، و باشگاه فوتبال پارتیزان اشاره کرد.
وی همچنین در تیم ملی فوتبال صربستان بازی کرده‌است.